# Nançay-Radioobservatorium
Das Nançay-Radioobservatorium (französisch: Station de Radioastronomie de Nançay), das 1956 eröffnet wurde, ist Teil des Pariser Observatorium, und auch mit der Universität Orléans verbunden. Es befindet sich im Département Cher in der Region Sologne in Frankreich. Die Station besteht aus mehreren Instrumenten. Das Wahrzeichen ist das große Radioteleskop für Dezimeterwellen, welches eines der größten Radioteleskope der Welt ist. Seit Langem operieren auch der Radioheliograph, eine T-förmige Anordnung, und das Dekameter-Netzwerk, das bei Wellenlängen zwischen 3 m und 30 m arbeitet.

## Geschichte
Die Radioastronomie entwickelte sich nach dem Zweiten Weltkrieg, als die Experten und überflüssige Ausrüstung ziviler Nutzung zugeführt werden konnten. Die École Normale Supérieure erhielt drei Würzburg-Riesen von 7,5 m Durchmesser, die durch britische Truppen während des Krieges von den Deutschen beschlagnahmt wurden. Diese Antennen wurden zunächst in einer Forschungseinrichtung der französischen Marine in Marcoussis eingesetzt.

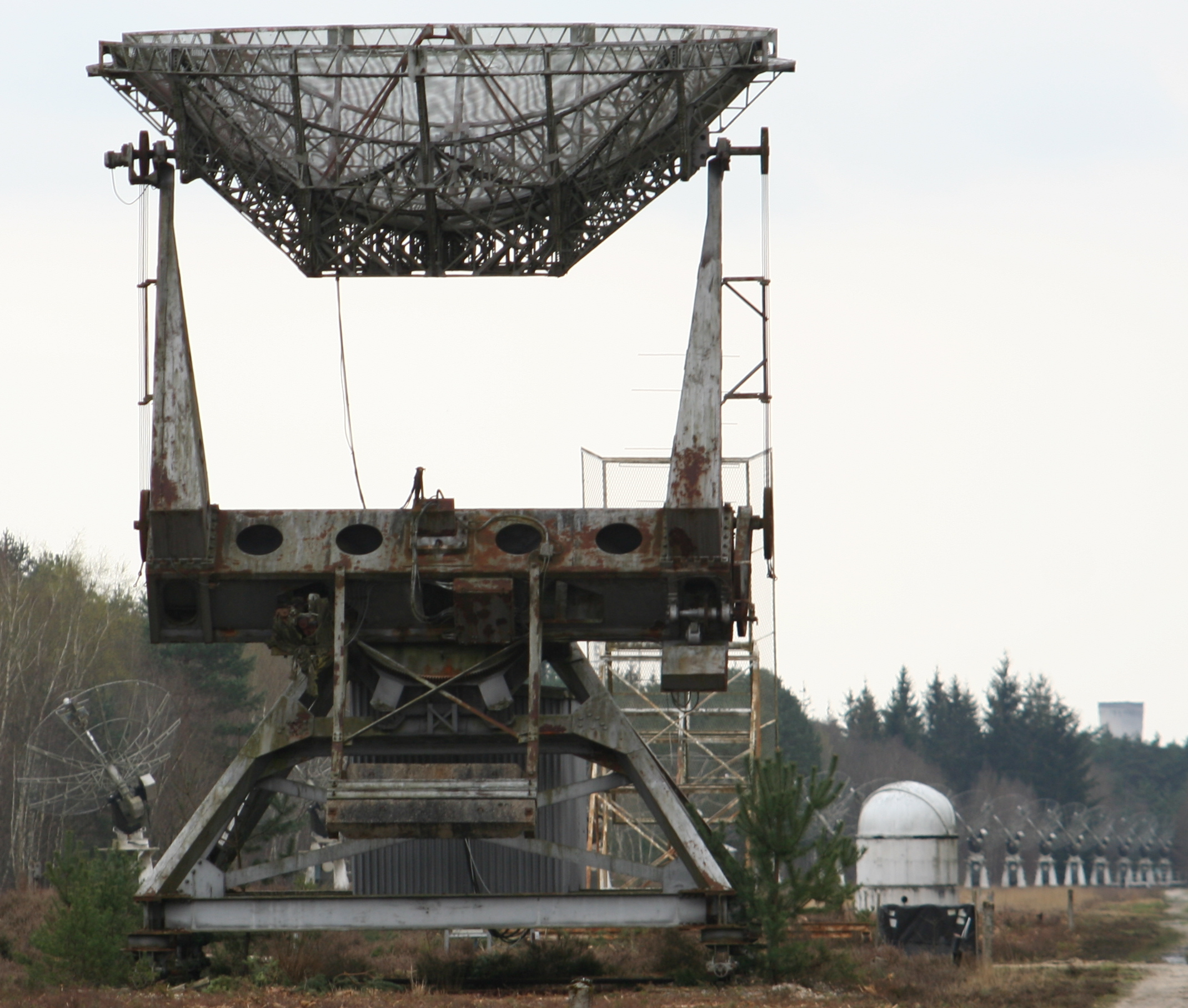
Eine der Würzburg Riese Antennen in Nançay.

Es war klar, dass für die Radioastronomie ein großer, flacher und abgelegener Standort benötigt wurde, wo Antennen aufgestellt werden konnten, die sich über 1,5–2 km erstrecken, oder die an sich sehr groß sind. Auch würde dort Störung durch Radiostrahlung vermieden, wie sie von moderner Technologie erzeugt wird. Ein Stück Wald von 150 ha nahe Nançay kam auf den Markt und wurde 1953 gekauft. Zunächst wurden diverse kleine Instrumente installiert – Einzelantennen und Interferometer. Es wurden Eisenbahnschienen von 6 m Breite gelegt, eine Linie von Ost nach West und eine von Norden nach Süden. Diese trugen und transportierten die parallaktisch montierten, 40 t schweren Würzburg-Antennen.
Ein Vorgänger des heutigen Radioheliographen hatte 16 Antennen von 5 m Durchmesser, die gleichmäßig entlang einer 1500 m langen Ost-West-Linie verteilt waren; dazu kamen acht Antennen von 6 m Durchmesser auf einer Nord-Süd-Linie. Die beobachtete Frequenz war 169 MHz (1,77 m Wellenlänge).
Nach der Entdeckung der 21-cm-Linie im Jahre 1951 bestand Aussicht auf Beobachtung interstellarer und extragalaktischer Emissions- und Absorptionslinien. Dafür würden Radioteleskope mit höherer Empfindlichkeit benötigt; deren größere Ausdehnung würde auch höheres Auflösungsvermögen mit sich bringen. Der Plan für dieses „große Radioteleskop“ wurde von einem Entwurf von John D. Kraus von 1956 nachempfunden. Dieses Design kombinierte eine große Sammelfläche und hohe Auflösung mit nur wenigen beweglichen Teilen. Nachteile waren allerdings die Beschränkung auf den Meridian und die asymmetrische Winkelauflösung, die in Elevation sehr viel gröber war als in Azimut. Die Elevationskontolle bereitete anfangs große Probleme.

## Das große Radioteleskop

Layout des großen Radioteleskops.

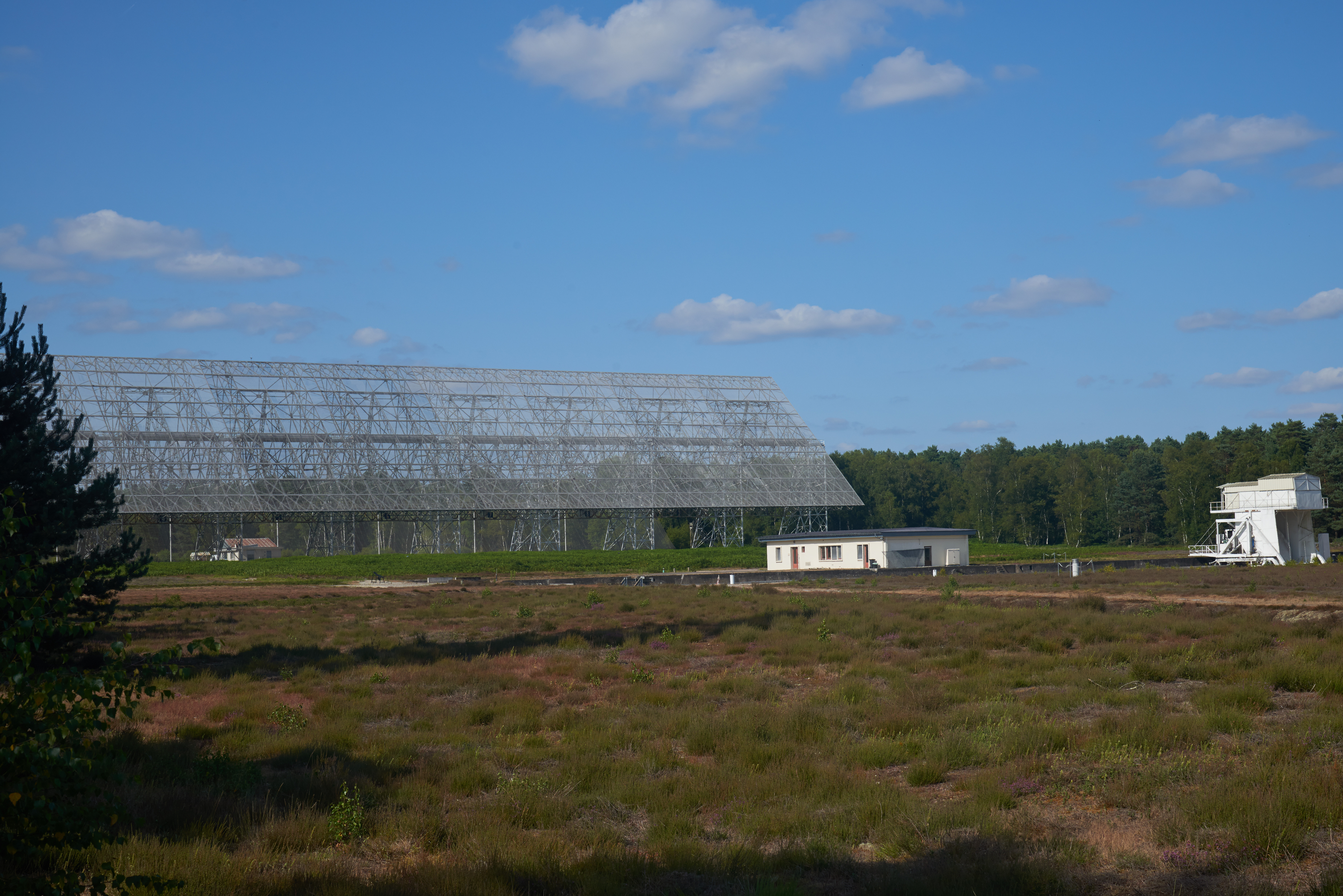
Der Primärspiegel und die Fokuskabine.

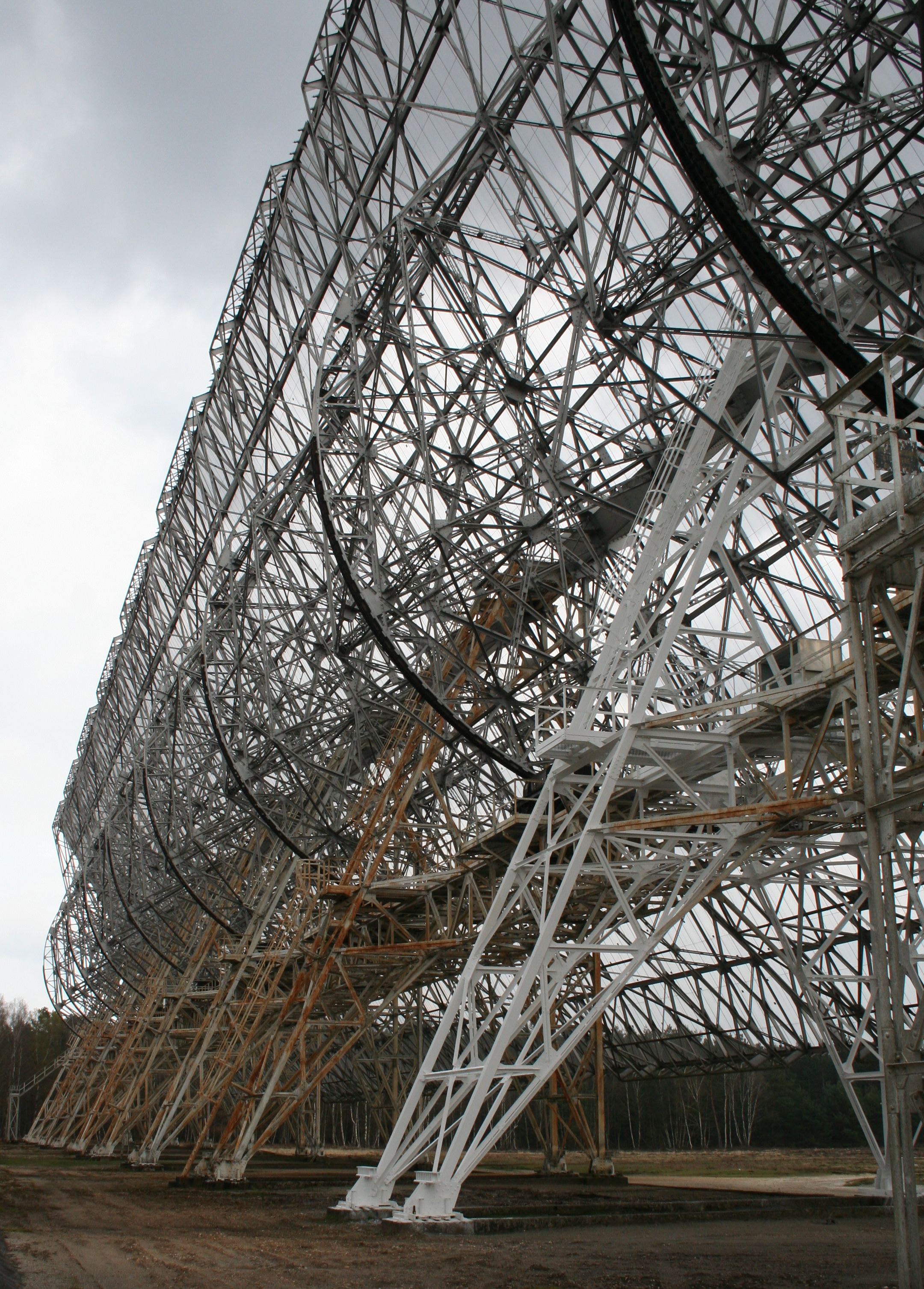
Die Rückseite des neigbaren Primärspiegels.

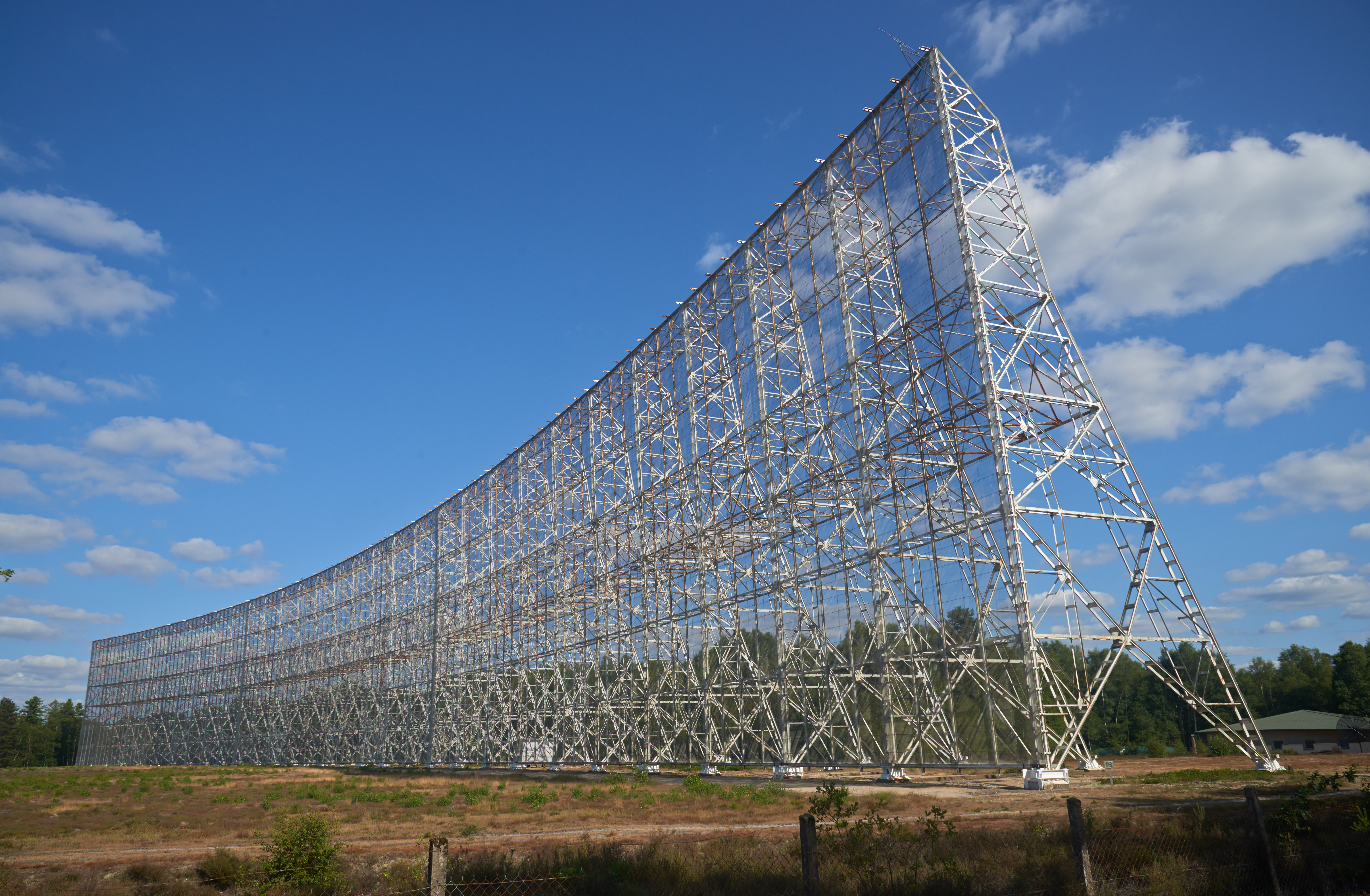
Der sphärische Sekundärspiegel.

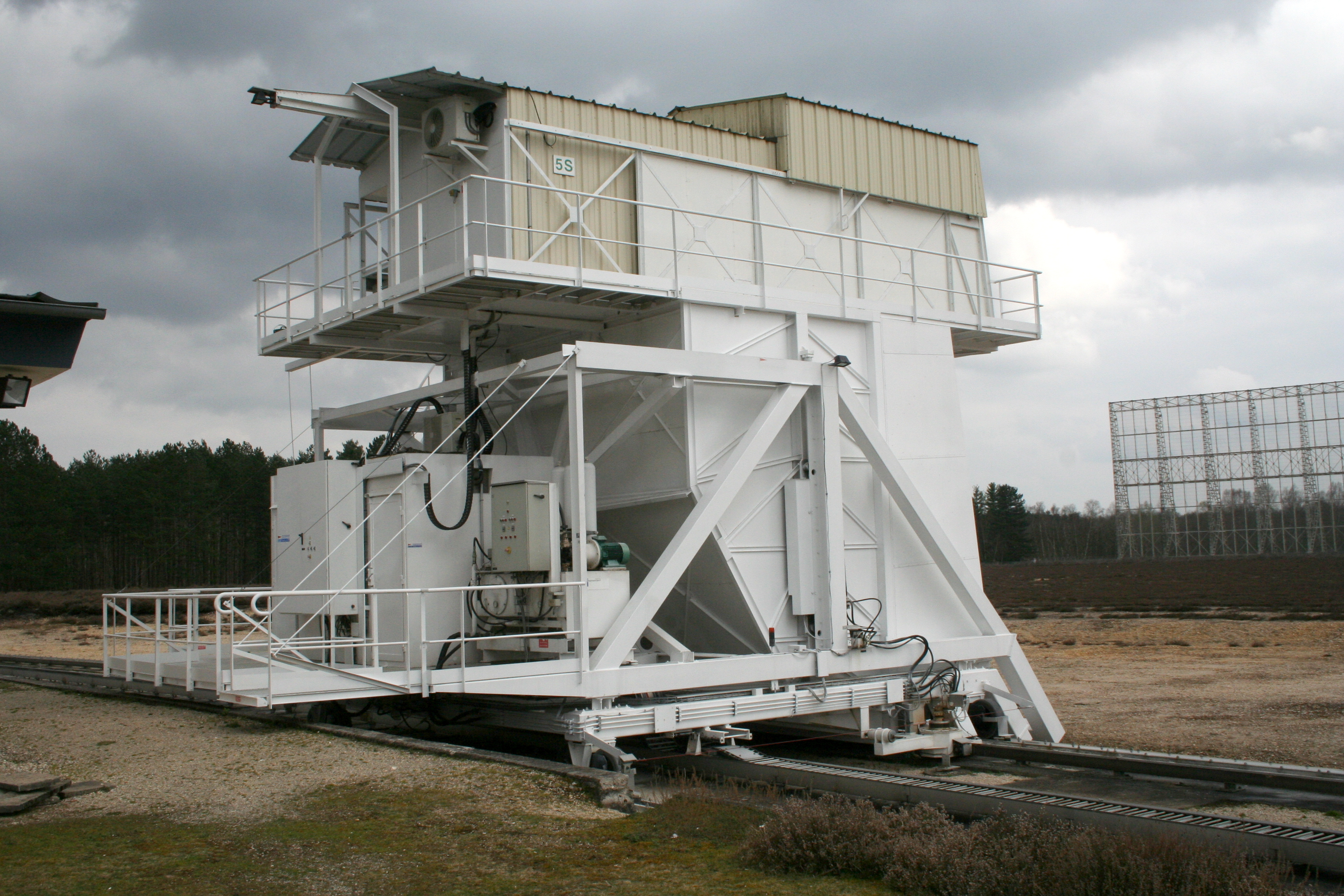
Die fahrbare Fokuskabine.

Das große Radioteleskop (französisch: le Grand Radiotélescope, oder liebevoll le Grand Miroir) wurde zwischen 1960 und 1965 konstruiert. Anfangs wurden nur 20 % der Primär- und Sekundärspiegel errichtet, um die Machbarkeit zu erkunden. Die Spiegel wurden 1964 zu ihrer heutigen, vollen Größe erweitert, und das Teleskop wurde 1965 offiziell durch Charles de Gaulle eröffnet. Wissenschaftliche Beobachtungen begannen 1967.
Das große Radioteleskop ist ein Passageninstrument. Der Primärspiegel befindet sich am Nordende der Anlage. Es handelt sich dabei um einen ebenen Spiegel von 200 m Breite und 40 m Höhe. Dieser Spiegel ist neigbar, um die zu beobachtende Elevation anzuwählen. Er besteht aus fünf Segmenten von 20 m Breite, jedes von 40 t Masse. Die Radiowellen werden horizontal zum Sekundärspiegel reflektiert, welcher sich 460 m weiter südlich befindet. Die Form des Sekundärspiegels ist die eines Segments einer Kugel, 300 m breit und 35 m hoch. Dieser Spiegel reflektiert die Radiowellen zurück nach Norden in den 280 m entfernten Fokus, etwa 60 % der Entfernung zum Primärspiegel. Eine Kabine mit weiteren Spiegeln und dem Empfänger befindet sich im Brennpunkt. Während der Beobachtung wird die Fokuskabine ca. eine Stunde lang von West nach Ost gefahren, um der täglichen Bewegung des beobachteten Objekts durch den Meridian nachzuführen.
Primär- und Sekundärspiegel bestehen aus Maschendraht mit 12,5 mm weiten Löchern. Die Spiegeloberfläche ist auf 4 mm genau, so dass Wellenlängen von 8 cm oder länger beobachtet werden können. Das Teleskop ist daher für Dezimeterwellen ausgelegt, darunter die 21-cm-Spektrallinie von neutralem, atomaren Wasserstoff (HI) und die 18-cm-Spektrallinie des Hydroxyl-Radikals (OH).
Der Detektor für die Radiowellen wird auf 20 K gekühlt, um das elektronische Rauschen des Empfängers gering zu halten, und damit die Empfindlichkeit für schwache Signale vom Himmel zu verbessern.
Das große Radioteleskop beobachtet bei Frequenzen zwischen 1,1 GHz und 3,5 GHz, Kontinuumsstrahlung ebenso wie Spektrallinien in Emission oder Absorption. Das Autokorrelator-Spektrometer kann acht Spektren bei verschiedenen Wellenlängen beobachten, jedes mit 1024 Kanälen und 0,3 kHz spektraler Auflösung. Das Instrument ist besonders geeignet für große, statistische Durchmusterungen und für die Überwachung von Objekten mit veränderlicher Helligkeit.
Beobachtungsprojekte sind unter anderem:
- 21-cm-HI-Emission von Galaxien, um deren Rotation, Entfernung, Häufung und Bewegung zu studieren. Dies beinhaltet Galaxien, die im sichtbaren Licht von der Milchstraße verdeckt sind, blaue kompakte Galaxien, Galaxien mit geringer Flächenhelligkeit (im sichtbaren Licht), und aktive Galaxienkerne.
- Pulsare, darunter Pulszeiten, Entfernung der Pulsare, und das interstellare Medium zwischen Pulsar und Erde. Nançay ist Teil des European Pulsar Timing Array.
- Stellare Hüllen, eruptiv veränderliche Sterne und rote Riesen.
- 18-cm-OH-Emission und Absorption in Kometen, um deren Verlustrate für Wasser und Gas zu ermitteln.

## Der Radioheliograph

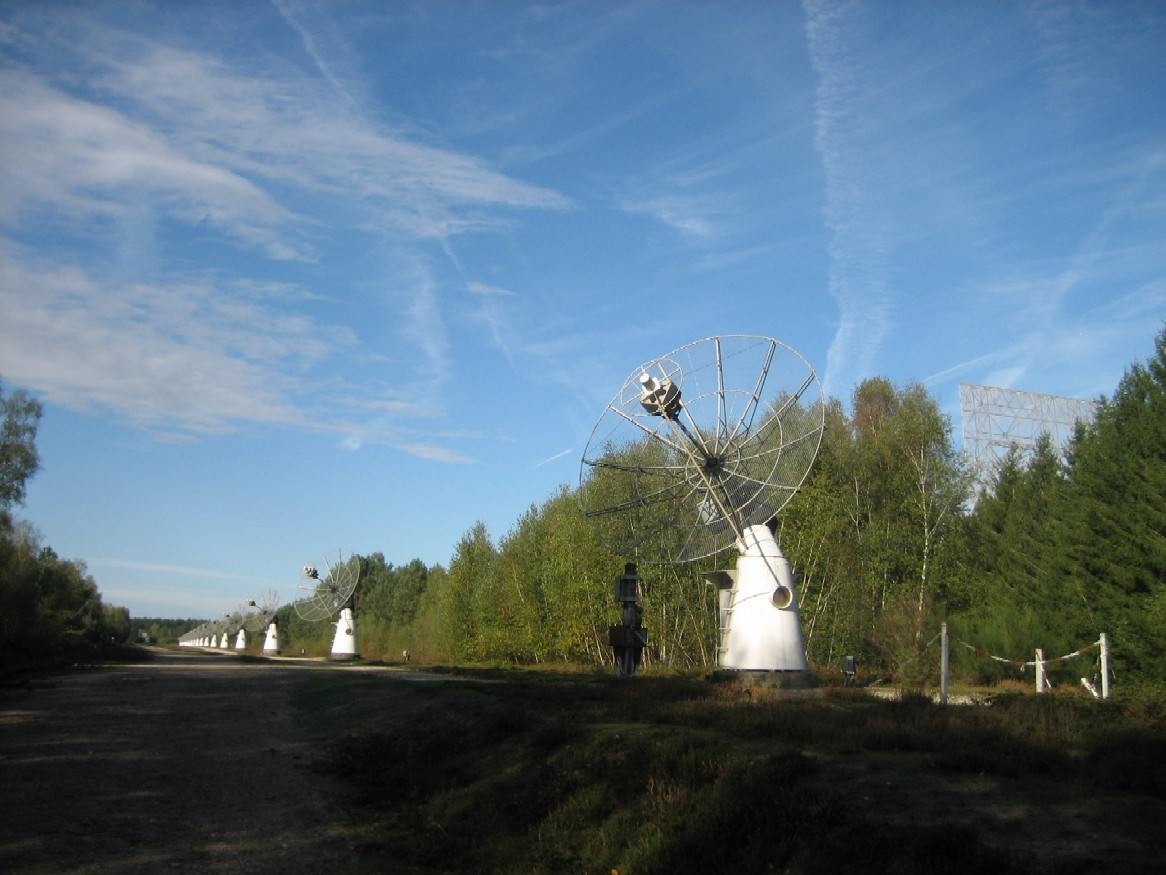
Blick nach Norden entlang des Radioheliographen.

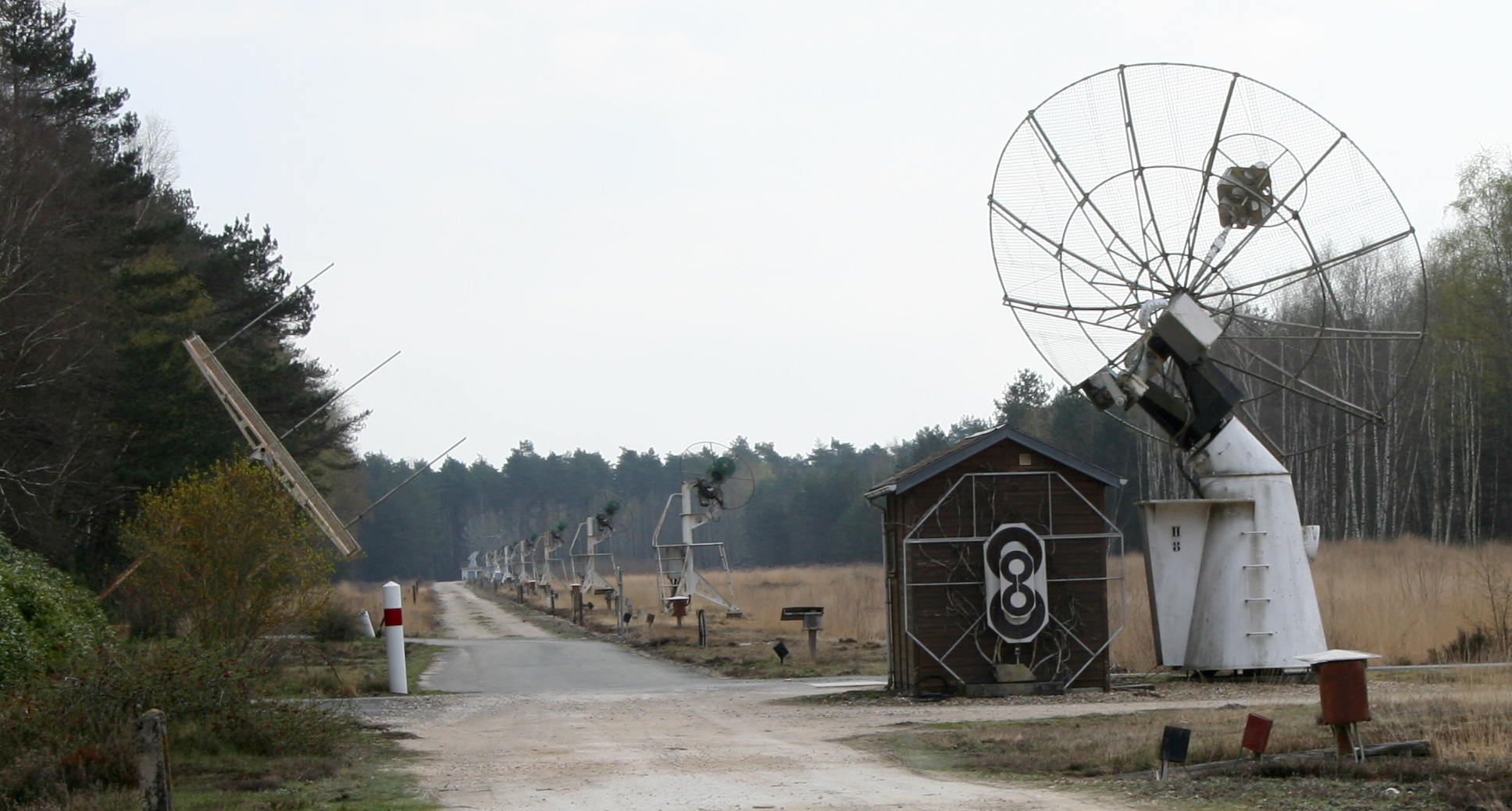
Blich nach Osten entlang des Radioheliographen.

Der Heliograph ist ein T-förmiges Interferometer, das aus parallaktisch montierten Antennen von mehreren Metern (hauptsächlich 5 m) Durchmesser besteht. 19 Antennen befinden sich auf einer Ost-West-Linie von 3,2 km Länge, 25 Antennen sind auf einer Nord-Süd-Linie von 2,5 km Länge angeordnet. Das Instrument beobachtet die Sonne sieben Stunden täglich, um Bilder der Korona im Frequenzbereich 150 MHz bis 450 MHz (Wellenlängen von 2 m bis 0,67 m) zu erstellen. Das Auflösungsvermögen ist dann ähnlich dem des bloßen Auges im sichtbaren Licht. Bis zu 200 Bilder pro Sekunde können aufgenommen werden. Dies ermöglicht die systematische Untersuchung der ruhigen Korona, von Sonneneruptionen und koronaler Massenauswürfe.
Die Beobachtungen aus Nançay ergänzen gleichzeitige Beobachtungen von Raumsonden im sichtbaren und ultravioletten Licht, und in Röntgenstrahlen.

## Das Dekameter-Netzwerk

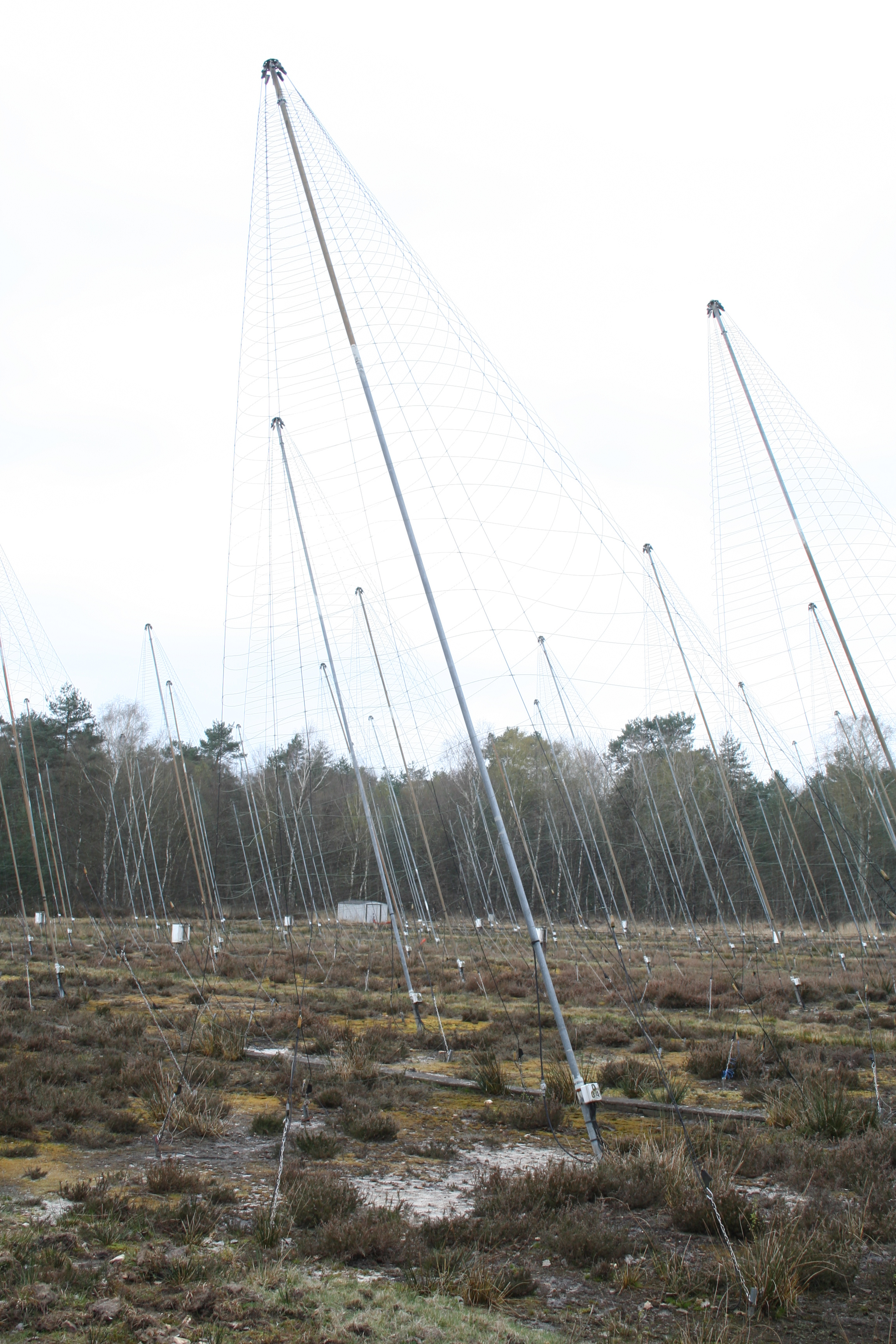
Das Dekameter-Netzwerk.

Das Dekameter-Netzwerk wurde zwischen 1974 und 1977 konstruiert. Es besteht aus 144 Spiralantennen, die aus Leiterdrähten gebildet werden, die in Spiralkurven um konische Trägerstrukturen gewickelt sind. Die Kegel haben 5 m Durchmesser an der Basis und sind 9 m hoch; sie sind um 20° nach Süden geneigt. Die Kegel stehen über eine Fläche von etwa einem Hektar verteilt. Eine Hälfte der Kegel ist entgegengesetzt zur anderen Hälfte gewickelt, so dass links- und rechts-zirkular polarisierte Radiowellen unterschieden werden können. Die Sammelfläche beträgt etwa 3500 m² für jede Polarisation, äquivalent zu einer Schüsselantenne von 67 m Durchmesser. Das Instrument ist empfindlich für Wellenlängen zwischen 3 m und 30 m; dies sind die längsten Radiowellen, die durch die Ionosphäre beobachtet werden können. Das Instrument ist kein Interferometer, sondern ein Phased-Array. Eine Einzelantenne für diese langen Wellenlängen wäre von unmöglicher Größe. Außerdem kann ein Phased-Array momentan auf eine andere Beobachtungsrichtung umgestellt werden, indem nur die Signalverzögerungen elektronisch verändert werden.
Die Winkelauflösung ist ca. 7° mal 14°. Das Dekameter-Netzwerk erzeugt keine Bilder, sondern beobachtet ein einzelnes Spektrum und zeichnet dessen zeitliche Veränderung auf. Die beiden grundsätzlichen Objekte sind die obere Korona der Sonne und die Magnetosphere von Jupiter; beide wurden fast täglich seit 1977 beobachtet. Die zeitlichen Veränderungen sind sehr schnell, wofür in Nançay sehr schnelle Empfänger entwickelt wurden.
Die Beobachtungen von Jupiter aus Nançay ergänzen Resultate von Raumsonden wie Voyager and Galileo.

## LOFAR und NenuFAR
LOFAR besteht aus etwa 50 Antennenanlagen, sog. Stationen, die über Europa verstreut liegen. Diese sind über schnelle Internet-Verbindungen mit einem Rechner in den Niederlanden verbunden. LOFAR is optimiert für 110 MHz bis 250 MHz (2,7 m bis 1,2 m), funktioniert aber noch gut zwischen 30 MHz und 80 MHz (10 m bis 3,7 m).

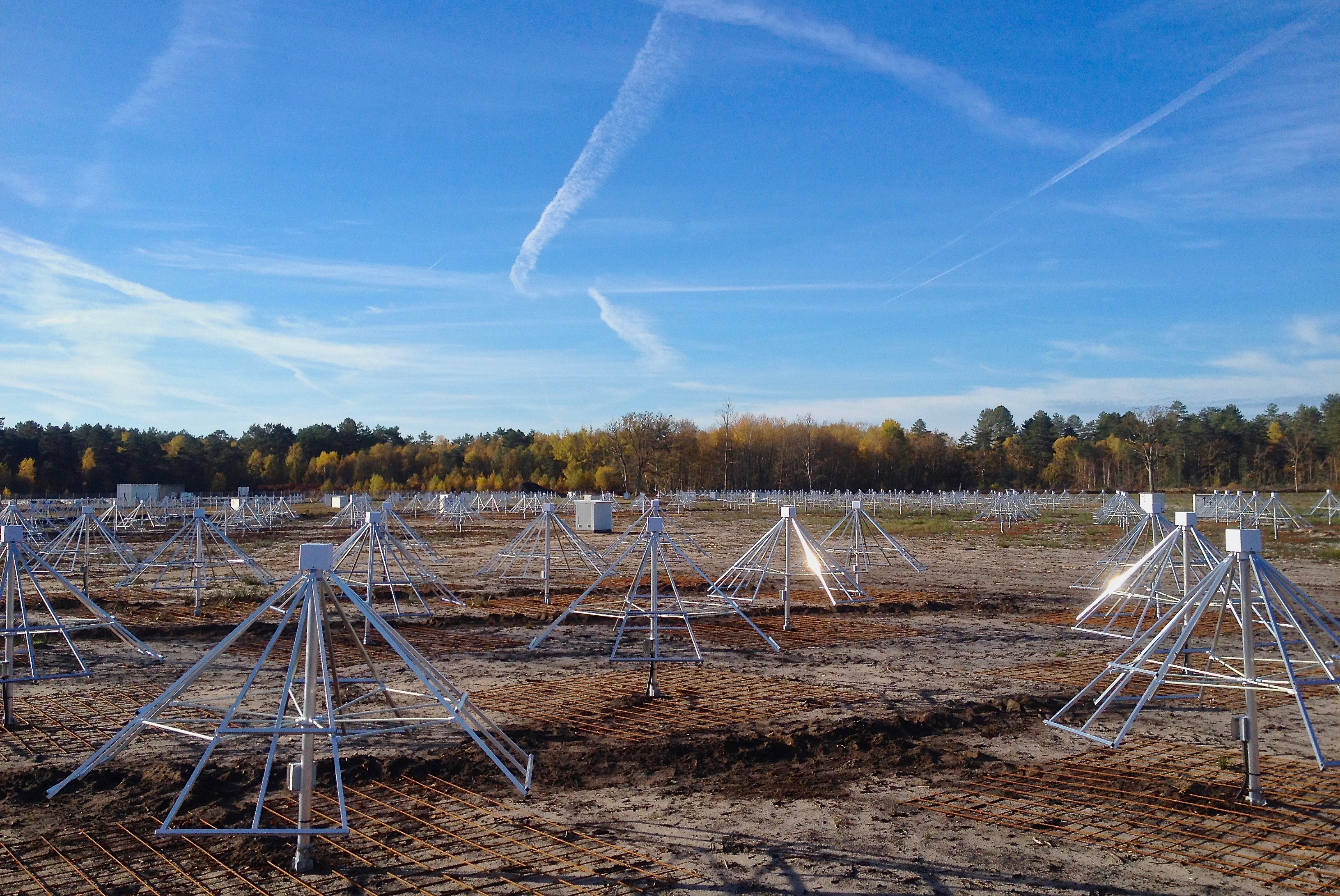
Antennen des NenuFAR-Kerns.

NenuFAR (New Extension in Nançay Upgrading LOFAR) ist ein Phased-Array, das für die sehr niedrigen Frequenzen von 10 MHz bis 85 MHz (30 m bis 4 m) optimiert ist. Dies sind die längsten Radiowellen, die nicht von der Ionosphäre blockiert werden. Die ersten wissenschaftlichen Beobachtungen sollten 2019 beginnen. Die Hauptziele sind:
- Entdeckung und Untersuchung von (Magnetosphären von) Exoplaneten mit Radiowellen,
- Erkennung der Epoche der Entstehung der ersten Sterne und Galaxien ca. 100 Millionen Jahre nach dem Urknall, als der neutrale, atomare Wasserstoff reionisiert wurde,
- die Untersuchung, inklusive Spektroskopie, von Pulsaren über die ganze Milchstraße hinweg, bei niedrigen Radiofrequenzen.

Nach Abschluss der Konstruktion wird die Anlage 1938 Antennen enthalten. Die meisten befinden sich in einem Kern von 400 m Durchmesser, aber 114 Antennen sind bis zu 3 km weit verstreut.
NenuFAR wird drei Rollen erfüllen:
- ein Radioteleskop, das mehrere Positionen gleichzeitig beobachten kann,
- eine autonome Radiowellen-Kamera, die binnen Sekunden Bilder von 1° Auflösung liefert, in Stunden sogar 10' Auflösung,
- eine LOFAR-„Superstation“, d. h. eine Erweiterung der LOFAR-Station in Nançay, die durch Kombination von NenuFAR und LOFAR Radiowellen-Bilder mit Auflösung unterhalb einer Bogensekunde erstellen kann.

## Andere Instrumente und Projekte
In den letzten Jahren und Jahrzehnten sind Projekte zur astronomischen Beobachtung über nationale Grenzen hinausgewachsen, so dass mehr Expertise und Finanzen konzentriert werden. In manchen Fällen sind sogar die Teleskope so groß, dass sie über mehrere Länder verteilt sind. So tendieren in Nançay im 21. Jahrhundert die Aktivitäten mehr zur Teilnahme in internationalen Projekten. Einerseits steht der Standort z. B. für LOFAR zur Verfügung, andererseits trägt die lokale Expertise zu internationalen Projekten wie LOFAR und dem Square Kilometre Array (SKA) bei.

### EMBRACE
Aufgeteilt zwischen Nançay und Westerbork, ist EMBRACE (Electronic Multibeam Radio Astronomy Concept) ein Prototyp für die zweite Phase von SKA. Es handelt sich um ein Phased-Array von 4608 Antennen, die zwischen 900 MHz and 1500 MHz arbeiten. Sie befinden sich unter einem 70 m² großen Radom. Mit mehreren Sichtstrahlen können mehrere Richtungen am Himmel gleichzeitig beobachtet werden.

### ORFEES
ORFEES (Observation Radiospéctrale pour FEDOME et les Etudes des Eruptions Solaires) ist eine Antenne mit 5 m Durchmesser, die der Beobachtung des Weltraumwetters und der Vorhersage von Sonneneruptionen gewidmet ist. Sie führt tägliche Beobachtungen der Sonnenkorona aus zwischen 130 MHz und 1 GHz, und sie kann die Radiowellen von der Sonne in fast Echtzeit überwachen.

### CODALEMA
CODALEMA (Cosmic ray Detection Array with Logarithmic ElectroMagentic Antennas) ist ein Instrument für die Suche nach ultra-hochenergetischer kosmischer Strahlung, die Kaskaden von Teilchen in der Atmosphäre erzeugt. Diese Luftschauer erzeugen sehr kurze, elektromagnetische Signale in einem breiten Frequenzband von 20 MHz bis 200 MHz. Das Netz von etwa 50 Antennen ist über den Standort weit verstreut.

### Überwachungsantenne
Eine Antenne auf einem 22 m hohen Mast oberhalb der Baumwipfel hat seit 20 Jahren die radioelektrische Qualität der Station bei Nançay überwacht. Hiermit kann Interferenz erkannt werden, die die Beobachtungen des Radioheliographen und des Dekameter-Netzes stören können. Die Frequenzbänder von 100 MHz bis 4000 MHz werden in ihrer Gesamtheit und in mehrere Richtungen hin überwacht.

## Pôle des Étoiles
Das große Radioteleskop, eine Reihe von Schautafeln, und ein oder zwei der Antennen des Radioheliographen können vom Parkplatz des Besucherzentrums Pôle des Étoiles gesehen werden. Während der Öffnungszeiten bietet das Besucherzentrum eine ständige Ausstellung über Astronomie und die Arbeit des Observatoriums an. Einmal täglich findet auch eine Vorführung im Planetarium, und eine Führung zum großen Radioteleskop und zum Radioheliographen, statt.